# 環県
環県（かん-けん）は中華人民共和国甘粛省慶陽市に位置する県。県人民政府の所在地は環城鎮。

## 地理
環県は東は華池県・陝西省定辺県、南は西峰区・鎮原県、西は寧夏回族自治区固原市・同心県、北は寧夏の塩池県に隣接する。

## 行政区画
10鎮、10郷を管轄する：
- 鎮：環城鎮、曲子鎮、甜水鎮、木鉢鎮、洪徳鎮、合道鎮、虎洞鎮、毛井鎮、樊家川鎮、車道鎮
- 郷：天池郷、演武郷、八珠郷、耿湾郷、秦団荘郷、山城郷、南湫郷、羅山川郷、小南溝郷、芦家湾郷

## 交通

### 鉄道
- 中国国家鉄路集団
  - 銀西高速鉄道（中国語版）
    - 環県駅

### 道路
- 高速道路
  -  銀百高速道路
- 国道
  - G211国道
  - G341国道（中国語版）